# Первомайське сільське поселення (Виборзький район)
Первомайське сільське поселення — муніципальне утворення в складі Виборзького району Ленінградської області, на 65-му км Східно-Виборзького шосе, між двома високими пагорбами. До 2006 року — Первомайська волость. Центр — селище Первомайське.
Основні населені пункти:

## Селища
1. Горки
2. Озерки
3. Ольшаники
4. Первомайське
5. Решетніково
6. Чайка
7. Чернявське
8. Ленінське
9. Кіровське
10. Ільїчево
11. Підгірне
12. Краснознамєнка
13. Огоньки
14. Симагіно
15. Майнило